# 마르첼 치올라쿠

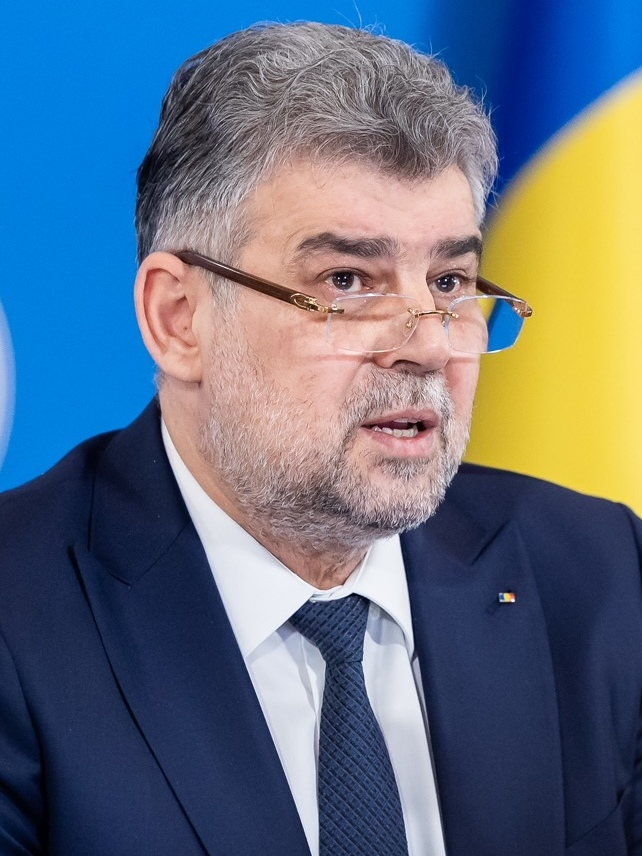
마르첼 치올라쿠(2024년)

이온 마르첼 치올라쿠(루마니아어: Ion-Marcel Ciolacu, 1967년 11월 28일~ )는 루마니아의 정치인이다. 그는 사회민주당(PSD)의 당대표이자 2021년 11월 23일부터 2023년 6월 15일까지 하원의장을 맡았으며, 2023년 6월 15일부터 2025년 5월 6일까지 총리직을 역임하였다.

## 경력
- 2000년~2004년 : 부저우(Buzău) 주의원
- 2005년 11월~12월 : 부저우 임시 주지사
- 2008년~2012년 : 부저우 부시장
- 2012년~현재 : 하원의원
- 2017년 6월~2018년 1월 : 부총리(미하이 투도세 내각)
- 2021년 11월~2023년 6월 : 하원의장
- 2019년 11월~2020년 8월 : 사회민주당(PSD) 임시 당대표
- 2019년 11월~현재 : 사회민주당(PSD) 당대표
- 2023년 6월~2025년 5월 : 제71대 총리

## 학력
- 부쿠레슈티 대학교 법대
- 국립정치행정대학원(SNSPA) 석사

## 개인사
결혼을 했으며, 아들 1명이있다.